# Ліхтенштейнський франк
Ліхтенштейнський франк (нім. Liechtensteiner Franken) — одна з двох офіційних валют Ліхтенштейну. Використовується разом із швейцарським франком, оскільки Ліхтенштейн і Швейцарія утворили митний, економічний і валютний союзи. До 1920 року валютами князівства були австрійська крона та ліхтенштейнська крона.
Згідно з угодою зі Швейцарією з 1980 року Ліхтенштейн має право карбувати свої власні монети, проте зобов'язується використовувати швейцарські банкноти. В обігу знаходяться лише швейцарські грошові знаки, ліхтенштейнські монети випускаються тільки як ювілейні та сувенірні.